# Рокитненська сільська рада (Новоселицький район)
Роки́тненська сільська́ ра́да — адміністративно-територіальна одиниця та орган місцевого самоврядування в Новоселицькому районі Чернівецької області. Адміністративний центр — село Рокитне.

## Загальні відомості
- Населення ради: 2 468 осіб (станом на 2001 рік)

## Населені пункти
Сільській раді підпорядковані населені пункти:
- с. Рокитне

## Склад ради
Рада складається з 16 депутатів та голови.
- Голова ради: Роман Оксана Олексіївна

### Керівний склад попередніх скликань
| Прізвище, ім'я, по батькові | Основні відомості                                                                      | Дата обрання | Дата звільнення |
| --------------------------- | -------------------------------------------------------------------------------------- | ------------ | --------------- |
| Бордіян Василь Михайлович   | Сільський голова, 1952 року народження, освіта вища, член Комуністичної партії України | 26.03.2006   | 31.10.2010      |
| Бордіян Василь Михайлович   | Сільський голова, 1952 року народження, освіта вища, член Комуністичної партії України | 31.10.2010   | 28.03.2014      |
| Роман Оксана Олексіївна     | Сільський голова, 1981 року народження, освіта вища, позапартійна                      | 26.10.2014   |                 |

Примітка: таблиця складена за даними сайту Верховної Ради України

### Депутати
За результатами місцевих виборів 2010 року депутатами ради стали:

#### За суб'єктами висування
| Суб'єкт висування | Кількість обраних депутатів | %   |
| ----------------- | --------------------------- | --- |
| Самовисування     | 16                          | 100 |

#### За округами
| № округу | Прізвище, ім'я, по батькові | Дата визнання обраним | Освіта             | Партійна приналежність | Відомості про обраного депутата              |
| -------- | --------------------------- | --------------------- | ------------------ | ---------------------- | -------------------------------------------- |
| 1        | Болфачук Юрій Іванович      | 04.11.2010            | середня спеціальна | позапартійний          | ДП Рокитне СТОВ «Авангард», агроном          |
| 2        | Роман Оксана Олексіївна     | 04.11.2010            | вища               | позапартійна           | Рокитнянська сільська рада, секретар         |
| 3        | Попов Микола Георгійович    | 04.11.2010            | вища               | позапартійний          | Рокитнянська загальноосвітня школа, вчитель  |
| 4        | Васильчук Іван Григорович   | 04.11.2010            | вища               | позапартійний          | ДП Рокитне СТОВ «Авангард», інженер          |
| 5        | Кирно Дорин Васильович      | 04.11.2010            | вища               | позапартійний          | ДП Рокитне СТОВ «Авангард», ветлікар         |
| 6        | Пілат Єлізавета Михайлівна  | 04.11.2010            | вища               | позапартійна           | Рокитнянська загальноосвітня школа, вчитель  |
| 7        | Скакун Єлізавета Трохимівна | 04.11.2010            | середня спеціальна | позапартійна           | приватний підприємець                        |
| 8        | Букатар Михайло Іванович    | 04.11.2010            | середня спеціальна | позапартійний          | пенсіонер                                    |
| 9        | Кирилюк Ілля Іванович       | 04.11.2010            | вища               | позапартійний          | Рокитнянська загальноосвітня школа, вчитель  |
| 10       | Якобець Олексій Порфирович  | 04.11.2010            | середня спеціальна | позапартійний          | Пошта, начальник                             |
| 11       | Цуркан Леонід Миколайович   | 04.11.2010            | вища               | позапартійний          | Рокитнянська загальноосвітня школа, вчитель  |
| 12       | Попов Михайло Дмитрович     | 04.11.2010            | вища               | позапартійний          | ДП Рокитне СТОВ «Авангард», директор         |
| 13       | Ткач Іван Володимирович     | 04.11.2010            | вища               | позапартійний          | Рокитнянська загальноосвітня школа, директор |
| 14       | Попов Валерій Олексійович   | 04.11.2010            | вища               | позапартійний          | Слобідська загальноосвітня школа, вчитель    |
| 15       | Васильчук Василь Іванович   | 04.11.2010            | вища               | позапартійний          | ДП Рокитне СТОВ «Авангард», зоотехнік        |
| 16       | Цуркан Тетяна Григорівнав   | 04.11.2010            | середня            | позапартійна           | Рокитнянська сільська рада, фахівець         |